# Lagleygeolle
Lagleygeolle – miejscowość i gmina we Francji, w regionie Nowa Akwitania, w departamencie Corrèze.
Według danych na rok 1990 gminę zamieszkiwało 257 osób, a gęstość zaludnienia wynosiła 13 osób/km² (wśród 747 gmin Limousin Lagleygeolle plasuje się na 384. miejscu pod względem liczby ludności, natomiast pod względem powierzchni na miejscu 345.).